# Let Go
Let Go és una pel·lícula de comèdia dramàtica del 2011 protagonitzada per David Denman. Va ser escrit i dirigit per Brian Jett. S'ha doblat al català.
Es va gravar a Los Angeles en només 24 dies. El repartiment va treballar per a pel·lícules independents de SAG, i que inclou Denman de The Office i Jacobs de Community. El guionista i director Brian Jett va citar influències com el drama de Dustin Hoffman Straight Time.
La pel·lícula es va estrenar el 25 d'octubre de 2011 al Festival de Cinema d'Austin, i el 31 d'octubre al Festival Internacional de Cinema de Savannah. Llavors, es va estrenar als Estats Units el 21 d'agost de 2012.